# Zorocrates fuscus
Zorocrates fuscus is een spinnensoort uit de familie Zoropsidae. De soort komt voor in Mexico.